# ATENジャパン
ATENジャパン株式会社 (エイテンジャパン)は、KVMスイッチやビデオ製品、電源関連製品などを製造している ATEN International Co., Ltdの日本法人として2004年に設立され、東京、大阪、福岡に拠点を持つ電気機器メーカーである。KVMスイッチ分野のシェアは世界首位、本社 ATEN International Co., Ltdは台湾証券取引所にて2003年に上場している（TWSE: 6277）。

## 会社概要
会社名：ATENジャパン株式会社（エイテンジャパン、ATEN JAPAN）
設立：2004年2月10日
資本金：8000万円
代表取締役：陳 尚仲 (Kevin Chen)
取締役社長：鄧 鴻群 (Hans Teng)
決算期：12月末
取引銀行：りそな銀行

## 拠点

### ATENジャパン 国内拠点
- 東京本社:〒116-0003 東京都荒川区南千住3-8-4 ATENビル
- 東京支社 (神田ショールーム):〒101-0048 東京都千代田区神田司町2-11-1 明治安田損害保険ビル1階
- 大阪支社 (大阪ショールーム):〒541-0047 大阪府大阪市中央区淡路町 3-1-9 淡路町ダイビル 3F
- 九州営業所 (九州ショールーム): 〒812-0011 福岡県福岡市博多区博多駅前3-7-35 博多ハイテックビル7F
- 名古屋営業所 (名古屋ショールーム): 〒460-0003 愛知県名古屋市中区錦 3-1-30 錦マルエムビル3F
- 北日本営業所 (北日本ショールーム): 〒980-0014　宮城県仙台市青葉区本町2-10-23　仙台いちょう坂ハルヤマビル 7F
- 広島営業所 (広島ショールーム): 〒730-0051　広島県広島市中区大手町2-8-5　合人社広島大手町ビル 7F

### ATEN International 海外拠点
- アジア太平洋地域

　  台湾本社/台湾（支社・工場・R&D）/日本/中国（支社・工場・R&D）/韓国/インド/タイ（工場）
- ヨーロッパ

　  ベルギー/イギリス/ロシア/トルコ/ポーランド/ルーマニア
- アメリカ

　  アメリカ/ラテンアメリカ /メキシコ
- オセアニア

　  オーストラリア支社
- アフリカ

　  中央・南アフリカ地域

## 沿革
| 年     | 項目 |
| ------ | --- |
| 2024年 | ・ATENジャパン株式会社創立20周年 |
| 2023年 | ・ATENの新製品 ビデオウォール・プロセッサー・シリーズが「2023年度グッドデザイン賞」を受賞 ・広島県広島市中区に広島営業所（広島ショールーム）を開設 ・宮城県仙台市青葉区に北日本営業所（北日本ショールーム）を開設                                                                                  |
| 2022年 | ・ATENコントロールシステムが「2022年度グッドデザイン賞」を受賞 |
| 2021年 | ・UC8000が公益財団法人日本デザイン振興会より「2021年度グッドデザイン賞」受賞 ・ISO-45001認証を取得 |
| 2020年 | ・RCM101AがInterop Tokyo Best of Show Award「審査員特別賞」受賞 ・愛知県名古屋市中区に名古屋営業所（名古屋ショールーム）を開設 |
| 2019年 | ・ATEN International Co., Ltd創立40周年、ATENジャパン株式会社創立15周年 ・ATEN製品CM1284がInterop Tokyo「Best of Show Award ガジェット部門 グランプリ」受賞 ・ATEN製品CS724KMがInterop Tokyo「Best of Show Award ガジェット部門 審査員特別賞」受賞 ・ATEN製品UC9020が「グッドデザイン賞 2019」受賞 |
| 2018年 | ・ATEN製品VE8950が「レッド・ドット・デザイン賞 2018」受賞 |
| 2017年 | ・東京都千代田区神田司町に東京支社（神田ショールーム）を開設 ・大阪府大阪市中央区淡路町に大阪支社（大阪ショールーム）を開設 ・ATEN製品CV211がInterop Tokyo 「Best of Show Award ガジェット部門 グランプリ」受賞 ・ATEN製品VM3200がInterop Tokyo 「Best of Show Award ガジェット部門 特別賞」受賞   |
| 2016年 | ・大阪府大阪市中央区安土町に大阪事務所を開設 ・ATEN製品KE6900がInterop Tokyo 「Best of Show Award ガジェット部門 特別賞」受賞 |
| 2015年 | ・ATEN製品ビデオマトリックススイッチャーが「レッド・ドット・デザイン賞 2015」受賞 |
| 2014年 | ・ATENジャパン株式会社創立10周年 |
| 2011年 | ・ATENジャパン株式会社本社を新社屋完成に伴い、東京都荒川区に移転 |
| 2010年 | ・ATEN製品PM7212がInterop Tokyo 「プロダクトアワード部門ファシリティ関連製品 特別賞」受賞 |
| 2004年 | ・ATENジャパン株式会社創立 |